# 圣心报
《圣心报》是中国天主教中文报刊，于1887年6月在上海慈佑路（今紫阳路）36号创刊，系月刊，每月1日出版，其主编为徐冗希。圣心报内容以天主教事理为主，但也刊登各类时事政治消息。在1931年时，该报销量达到了五千份。1949年解放军占领上海后，于当年5月停刊。